# Петрухин Василь Володимирович
Василь Володимирович Петрухно — український полісмен, майор поліції.

## Біографія
У 2008 році звинувачувався разом з іншими співробітниками міліції в побитті та вбивстві затриманого Сергія Кунцевського. 2011 року повністю виправданий судом.
У 2015 році займав посаду заступника начальника відділу швидкого реагування "Сокіл" управління по боротьбі з організованою злочинністю УМВС України в Чернігівській області.
З 2017 року працює Старший інспектор з ОД УКОРД ГУНП в Чернігівській області. Дружина Ірина працює старшим оперуповноваженим УЗЕ в Чернігівській області ДЗЕ Національної поліції України. Мають сина Дмитра.

## Нагороди
- Орден «За мужність» III ступеня (4.08.2017)[5]